# Calophyllum parvifolium
Espèce
Classification phylogénétique
Statut de conservation UICN

 VU  : Vulnérable
Calophyllum parvifolium est une espèce de plante du genre Calophyllum, de la famille des Guttiferae dans la classification de Cronquist ou de la famille des Calophyllaceae dans la classification phylogénétique.